# Raymond Férin
Raymond Férin est un homme politique français, né le 16 juillet 1871 et mort le 4 juillet 1951 à Sermaize-les-Bains (Marne).

## Biographie
Négociant et industriel, il entre en politique en devenant maire de sa ville natale et conseiller général de Thiéblemont-Farémont, sous la bannière du Parti républicain, radical et radical-socialiste. Dans les années 1930, il accèdera à la vice-présidence du Conseil général.
En 1928, il se présente aux élections législatives et est élu dès le premier tour. Réélu en 1932 et 1936, il siège constamment au groupe parlementaire du Parti radical-socialiste. Auteur de plusieurs propositions de loi, il est élu, en avril 1940, vice-président de la Chambre des députés.
Le 10 juillet 1940, il approuve le vote des pleins pouvoirs au maréchal Pétain et se retire de la vie parlementaire.

## Sources
- « Raymond Férin », dans le Dictionnaire des parlementaires français (1889-1940), sous la direction de Jean Jolly, PUF, 1960 [détail de l’édition]